# El Palmar (sitio arqueológico)
El Palmar es el nombre dado a un yacimiento arqueológico de la civilización maya precolombina ubicado en el estado de Campeche, municipio de Calakmul, en México. Se encuentra dentro del ejido de Quiché  de las Pailas, en la Reserva de la Biosfera de Calakmul.

## La región
Se caracteriza por ser de clima cálido-húmedo, con selva alta y mediana perennifolia. En el sitio arqueológico todavía es posible encontrar vegetación y animales silvestres, entre los que destacan el mono aullador, mono araña, armadillo y venado, así como maderas preciosas como la ceiba, el cedro y el chacá. 
Alrededor de El Palmar se encuentran otros lugares que contienen importantes vestigios de la cultura maya ya conocidos, como Calakmul (50 km al poniente), Río Bec (33 km al norte), Mucaancah (18 km al oriente) y Río Azul (30 km al sur). La ciudad antigua de El Palmar se desarrolló a partir de la riqueza del medio y de las interacciones sociales que mantuvo con los sitios vecinos. 

## Arqueología
El Palmar fue registrado por Eric S. Thompson en 1936. El equipo de Thompson realizó labores de levantamiento de mapas, excavación de pozos de sondeo y calas. En ese entonces se registraron 44 estelas y numerosos altares circulares. El trabajo topográfico realizado delimitó la parte monumental, que se distribuye en un área de 900 m en dirección norte-sur y 660 m en sentido oriente-poniente.
Basado en el análisis cerámico, Thompson concluyó que la ocupación del sitio se dio en el periodo clásico, de 300 a. C. a 800 d. C., mientras que el estudio de los monumentos grabados proporcionó fechas de rueda calendárica que abarcan de 711 d. C. a 884 d. C.
Thompson también encontró una ofrenda dedicatoria que contenía diversos artefactos líticos conocidos como “excéntricos”.
A pesar de que este equipo de arqueólogos destacó la importancia de El Palmar por su ubicación, monumentalidad y gran cantidad de monumentos grabados, sólo efectuó una corta temporada de exploración y excavación, por lo que el sitio quedó en el olvido por varios años. No obstante, El Palmar ha sido mencionado en repetidas ocasiones por diversos autores (Alberto Ruz Lhuillier, 1945; Tatiana Proskouriakoff, 1950; Román Piña Chan, 1970; entre otros), la mayoría de los cuales se basaron exclusivamente en el reporte de Thompson, sin explorar formalmente el sitio.
Por lo que ve a los monumentos, Tatiana Proskouriakoff (1950) hizo una descripción de dos estelas, y Merle Greene Robertson (1995) elaboró calcografías de un altar circular y dos estelas.

"De diciembre de 1996 a marzo de 1997, Carlos Brokmann dirigió el Proyecto arqueológico de El Palmar, Campeche, que se centró en la localización y protección de monumentos grabados, levantamiento de mapas, registro de calas y pozos de saqueo, así como en la recolección de materiales arqueológicos. Durante el trabajo de campo logró reubicar 22 estelas y tres altares, con lo cual faltaban, al menos, 22 estelas para igualar la cantidad mencionada por Thompson 60 años antes. Para tratar de explicar esta situación, Brokmann consideró que Thompson podría haber contabilizado los fragmentos de una misma pieza por separado. Por otra parte, él visitó un sitio denominado Tres Ruinas, situado 2 km al sureste de la parte monumental del asentamiento, y llegó a la conclusión de que pudo ser parte de El Palmar.

### Hallazgos recientes
Recientemente se ha reportado el hallazgo de una escalinata con jeroglíficos mayas en El Palmar por parte de un equipo de expertos del Instituto Nacional de Antropología e Historia y de las universidades de Arizona y México.

Javier López Camacho y Kenichiro Tsukamoto, de la Universidad Nacional Autónoma de México y de la Universidad de Arizona, respectivamente, han indicado que la escalinata, de seis peldaños, conserva 90 bloques con 130 cartuchos o conjuntos de jeroglíficos que, conforme a un desciframiento tentativo realizado por los epigrafistas del equipo que ha trabajado en el sitio, hacen referencia a acontecimientos registrados en el período clásico entre los años 250 y 900 d. C.